# 2. division (fodbold)
 For alternative betydninger, se 2. division. (Se også artikler, som begynder med 2. division)
2. division (bliver også kaldt CampoBet 2. Division af sponsormæssige årsager) er den tredjebedste fodboldrække for herreseniorspillere i det danske ligasystem samt det næstlaveste professionelle niveau indenfor Danmarksturneringen i fodbold, som administreres af det danske nationalforbund Dansk Boldspil-Unions turneringsudvalg (DBU Turneringer). Divisionens 28 hold er opdelt i to puljer, fra sæsonen 2021-22 vil der kun være 12 hold i 2. division, 2 rykker op i NordicBet Ligaen, pladserne 7-11 rykker i den nye 3. division og pladserne 11-14 rykker ned i Danmarksserien.

## Historie
Formatet af 2. division er blevet ændret flere gange. 2004/05-sæsonen bestod af 16 hold som spillede en landsdækkende turnering, fra og med 2005/06-sæsonen blev divisionen delt i en 2. division Øst og en 2. division Vest med hver 14 hold. Samtidigt fik Superligaklubbernes andethold mulighed for at rykke op fra Danmarksserien, men andetholdene kunne ikke rykke op i 1. division. Fra sæsonen 2007/08 blev rækken udvidet, så hver pulje fremover skulle indeholde 16 hold og spiller 30 spillerunder ligesom 1. division. Det maksimale antal andethold i 2. division blev til i alt otte mod de daværende seks. Fra sæsonen 2010/11 ændrede man igen i reglen om andetholdene, der blev oprettet en reserveturnering for superligaklubbernes andethold, dette betød at klubberne ikke måtte have to hold i Danmarksturneringen. Vinderen af hver pulje rykkede direkte op i 1. division, mens de næstbedste i hver pulje mødtes i to playoffkampe (ude og hjemme) om den tredje oprykningsplads. Fra sæsonen 2012/2013 rykkede kun vinderen af hhv. Vest og Øst op i 1. Division. Fra sæsonen 2015/16 bestod rækken af tre puljer med 8 hold i hver frem til jul. Efter jul brydes der op i en oprykningspulje og en nedrykningspulje.
Den 10. juni 2025 blev det offentliggjort, at Soft2Bet og Divisionsforeningen havde indgået aftale om det første navnesponsorat af 2. nogensinde. Sponsoratet gælder for 2025/26- og 2026/27-sæsonerne og 2. division kommer således til at hedde CampoBet 2. Division. Sponsoraftalen gælder også 1. division og 3. division.

## Nuværende hold i sæsonen 2024/25
| Klub                | Sidste sæsons placering       | Lokation         | Stadion                     | Kapacitet |
| ------------------- | ----------------------------- | ---------------- | --------------------------- | --------- |
| Fremad Amager       | 7.                            | Sundbyerne       | Sundby Idrætspark           | 7.200     |
| Aarhus Fremad       | 3.                            | Aarhus           | Riisvangen Stadion          | 5.000     |
| Middelfart Boldklub | 4.                            | Middelfart       | Middelfart Stadion          | 4.000     |
| Næstved Boldklub    | 11. i 1. division (nedrykket) | Næstved          | Næstved Stadion             | 10.000    |
| Skive IK            | 8.                            | Skive            | Skive Stadion               | 10.000    |
| HIK Fodbold         | 10.                           | Hellerup         | Gentofte Stadion            | 4.000     |
| AB Gladsaxe         | 5.                            | Gladsaxe         | Gladsaxe Stadion            | 13.507    |
| FC Helsingør        | 12. i 1. division (nedrykket) | Helsingør        | Helsingør Stadion           | 4.000     |
| BK Frem             | 1. i 3. division (oprykket)   | Valby            | Valby Stadion               | 12.000    |
| Ishøj IF            | 2. i 3. division (oprykket)   | Ishøj            | Ishøj Idrætscenter          | 1.500     |
| Thisted FC          | 9.                            | Thisted          | Sparekassen Thy Arena       | 4.000     |
| Nykøbing FC         | 6.                            | Nykøbing Falster | Nykøbing Falster Idrætspark | 10.000    |

## Oprykning og nedrykning fra 2. division

### Oprykning og nedrykning fra 2. division 2000-2017
I sæsonen 2010/2011 var der ikke automatisk oprykning til vinderen af Øst og Vest. I stedet skulle vinderne af de to række spille playoff om oprykning til 1. division. Årsagen var at antallet af hold i 1. division skulle reduceres til 14 hold. De fire dårligste hold i både øst- og vestdivisionen rykkede ned i Danmarksserien.
For sæsonen 2012/2013 rykkede vinderen af Vest og Øst til 1. Division, hvorimod de to dårligst placerede hold i Vest og Øst hver rykkede ned. De tredje dårligst placerede hold i hver række mødtes i nedrykningsplayoff.
For sæsonen 2013/2014 rykkede vinderen af Vest og Øst til 1. Division, hvorimod de 3 dårligst placerede hold i Vest og Øst hver rykkede ned.
Pga. at 2. division ændrer format fra sæsonen 2015/2016 skal der findes 11 nedrykkere i sæsonen 2014/2015. Nummer 12-16 i hver kreds rykker direkte ned, mens nummer 11 fra hhv. Vest og Øst spiller playoffkampe om at undgå nedrykning. Det betyder, at der fra sæsonen 2015/2016 er 24 hold mod de daværende 32, som deles op i 3 grupper á 8 hold fordelt ud fra deres geografisk placering.

### Oprykning og nedrykning fra 2. division 2016 - til nu
| Sæson     | Oprykning                      | Nedrykning                                            |
| --------- | ------------------------------ | ----------------------------------------------------- |
| 2023/2024 | Esbjerg FB, FC Roskilde        | Næstved BK, FC Helsingør                              |
| 2022/2023 | Kolding IF, B. 93              | Nykøbing FC , Fremad Amager                           |
| 2021/2022 | Næstved BK, Hillerød Fodbold   | Middelfart G&BK, FA 2000                              |
| 2020/2021 | Nykøbing FC, Jammerbugt FC     | Se 2020-21 for flere informationer                    |
| 2019/2020 | FC Helsingør                   | Vejgaard, Ringkjøbing                                 |
| 2018/2019 | Skive IF, Kolding IF           | Slagelse BI, Skovshoved IF, Tarup-Paarup IF, Vejgaard |
| 2017/2018 | Hvidovre IF, Næstved BK        | Greve Fodbold, Næsby BK, VSK Aarhus, IF Lyseng        |
| 2016/2017 | Brabrand, Thisted              | FC Svendborg, Fredensborg, Holbæk, Vejgaard           |
| 2015/2016 | AB, Fremad Amager, Nykøbing FC | B1908, AB Tårnby                                      |

### Oprykning og nedrykning fra 2. division 2005-2015
| Sæson   | 2. division vest | 2. division vest  | 2. division vest                                              | 2. division øst           | 2. division øst     | 2. division øst                                                                                        |
| Sæson   | Oprykning        | Oprykningsplayoff | Nedrykning                                                    | Oprykning                 | Oprykningsplayoff   | Nedrykning                                                                                             |
| ------- | ---------------- | ----------------- | ------------------------------------------------------------- | ------------------------- | ------------------- | --- |
| 2014-15 | Næstved BK       | Ingen             | Ringkøbing IF, FC Sydvest, Varde IF, Kjellerup IF, Kolding BK | FC Helsingør              | Ingen               | Avedøre IF, GVIl, BK Søllerød-Vedbæk, Herlev IF, Svebølle BI samt Rishøj BK der tabte playoff mod vest |
| 2013-14 | Skive            | Ingen             | FC Djursland, FC Skanderborg, Aarhus Fremad                   | FC Roskilde               | Ingen               | Birkerød, SC Egedal, Vanløse                                                                           |
| 2012-13 | Marienlyst       | Ingen             | Kjellerup, Otterup, Varde                                     | Hvidovre                  | Ingen               | Herlev, NB Bornholm                                                                                    |
| 2011-12 | Ingen            | FC Fyn            | Aarup, Lindholm IF, BK Skjold, Viby IF                        | Ingen                     | Hellerup Idrætsklub | Vanløse IF, B 93, SC Egedal, BGA                                                                       |
| 2010-11 | Ingen            | Blokhus FC        | Middelfart G&BK, FC Djursland, Holstebro BK, Tjørring IF      | Ingen                     | Nordvest FC         | Frederikssund IK, Allerød FK, Greve Fodbold, Ballerup Skovlunde Fodbold                                |
| 2009-10 | FC Hjørring      | Hobro IK          | Otterup B&IK                                                  | Brønshøj BK               | B. 93               | BK Skjold                                                                                              |
| 2008-09 | FC Fyn           | Brabrand IF       | Næsby BK, IK Skovbakken                                       | FC Vestsjælland           | B.93                | Ballerup IF, Værløse BK                                                                                |
| 2007-08 | Thisted FC       | Brabrand IF       | AB 70, Holstebro BK                                           | FC Roskilde               | BK Fremad Amager    | B1908, Holbæk B&IF                                                                                     |
| 2006-07 | Skive IK         | FC Fyn            | BK Søllerød-Vedbæk                                            | Lolland-Falster Alliancen | Hvidovre IF         | AB 70                                                                                                  |
| 2005-06 | Aarhus Fremad    | Thisted FC        | Kalundborg GF&BK, B 1909                                      | Næstved BK                | Holbæk B&IF         | Værløse BK, BK Avarta                                                                                  |

### Oprykning og nedrykning fra 2. division 2000-2005
| 2004-05 | Kolding FC, Brabrand, Lyngby                             | Ingen                           |
| 2003-04 | HIK, Dalum, Næstved                                      | Holstebro, Skive, Hvidovre      |
| 2002-03 | FC Nordjylland, Lolland-Falster Alliancen, Fremad Amager | Svendborg FB, Birkerød, Korup   |
| 2001-02 | BK Skjold, Ølstykke, HIK                                 | Næsby, Nørresundby              |
| 2000-01 | Kolding, Fredericia, B 1909                              | Vorup fB, Holbæk, Frederikshavn |

## Ekstern henvisning
- Den officielle hjemmeside for 2. division Arkiveret 6. marts 2016 hos  Wayback Machine